# Tour del Nord
El Tour del Nord (en francès: Tour du Nord) va ser una cursa ciclista per etapes que es disputà al departament francès de Nord-Pas-de-Calais. Creada el 1933, se celebrà fins al 1973, tot i que amb algunes interrupcions.

## Palmarès
| Any  | Vencedor            | Segon                 | Tercer                                     |
| ---- | ------------------- | --------------------- | ------------------------------------------ |
| 1933 | Henri Flament       | Albert Vandaele       | François Blin                              |
| 1934 | Achiel Dermaux      | Noël Declercq         | Raymond De Poorter                         |
| 1935 | Georges Christiaens | Jules Pyncket         | Arthur Debruyckere                         |
| 1936 | Albertin Disseaux   | René Walschot         | Edgard De Caluwe                           |
| 1937 | Michel Hermie       | Edgard De Caluwé      | Noël Declercq                              |
| 1938 | Julien Legrand      | Omer Thys             | Jerome Dufromont                           |
| 1939 | Jerome Dufromont    | Michel Hermie         | Omer Thys                                  |
| 1952 | Emmanuel Thoma      | Jules Renard          | André Rosseel                              |
| 1953 | Albert Platel       | Michel Vuylsteke      | Edgard Sorgeloos                           |
| 1954 | Andre Rosseel       | Florent Rondele       | Antoine Frankowski                         |
| 1958 | Willy Truye         | Daniel Denys          | Claude Senicourt · Gustaaf Van Vaerenbergh |
| 1960 | Willy Truye         | Dick Enthoven         | Daniel Doom                                |
| 1961 | Martin van de Borgh | Clément Roman         | Louis Troonbeeck                           |
| 1962 | André Messelis      | Benoni Beheyt         | Frans Melckenbeeck                         |
| 1963 | Jan Nolmans         | Georges Vandenberghe  | Jozef Huysmans                             |
| 1964 | Jos Huysmans        | Guido Reybrouck       | Herman Van Springel                        |
| 1965 | Willy van den Eynde | Pierre Beuffeuil      | Jean-Claude Lefebvre                       |
| 1966 | Roger Milliot       | André Messelis        | Jaak de Boever · Hans Junkermann           |
| 1968 | Harry Steevens      | Leopold van den Neste | Jozef Huysmans                             |
| 1969 | René Pijnen         | Georges Pintens       | Jozef Huysmans                             |
| 1970 | Raf Hooyberghs      | José Catieau          | Jean-Marie Leblanc                         |
| 1972 | Sylvain Vasseur     | Raymond Riotte        | Louis Verreydt                             |
| 1973 | Michel Roques       | Robert Mintkiewicz    | Guy Sibille                                |